# Januar 1992
Portal Geschichte | Portal Biografien | Aktuelle Ereignisse | Jahreskalender | Tagesartikel

◄ |
19. Jahrhundert |
20. Jahrhundert
| 21. Jahrhundert

◄ |
1960er |
1970er |
1980er |
1990er
| 2000er | 2010er | 2020er | ►

◄ |
1988 |
1989 |
1990 |
1991 |
1992
| 1993 | 1994 | 1995 | 1996 | ►

◄ |
Oktober 1991 |
November 1991 |
Dezember 1991 |
Januar 1992 |
Februar 1992 |
März 1992 |
April 1992 |
►
Dieser Artikel behandelt aktuelle Nachrichten und Ereignisse im Januar 1992.

## Tagesgeschehen

### Mittwoch, 1. Januar 1992

Landesrundfunkanstalt für Sachsen, Sachsen-Anhalt und Thüringen

- Bern/Schweiz: Der SP-Politiker René Felber übernimmt turnusgemäß das Amt des Bundespräsidenten.[1]
- Bonn/Deutschland: Die Bundesrepublik erhebt von heute an den Solidaritätszuschlag als Ergänzungsabgabe auf den Einkommens-, Kapitalertrag- und Körperschaftsteuerbetrag. Der Satz liegt bei 7,5 %. Im Gesetzesentwurf wurde die Abgabe mit den Kosten für den Zweiten Golfkrieg, der Hilfe für die Länder in Mittel- und Osteuropa und den Kosten der Deutschen Einheit begründet.[2]
- Leipzig, Potsdam/Deutschland: Mit Abschaltung der Fernsehsender des Deutschen Fernsehfunks nehmen ab 0.00 Uhr der Mitteldeutsche Rundfunk und der Ostdeutsche Rundfunk Brandenburg als Anstalten des öffentlichen Rechts den Sendebetrieb auf.[3][4]
- Lissabon/Portugal: Portugal übernimmt erstmals den Vorsitz im Rat der Europäischen Union. Das Amt des Regierungschefs der EWG erhält Aníbal Cavaco Silva.[5]
- New York/Vereinigte Staaten: Der Ägypter Boutros Boutros-Ghali übernimmt als Nachfolger des Peruaners Javier Pérez de Cuéllar das Amt des Generalsekretärs der Vereinten Nationen.[6]
- New York/Vereinigte Staaten: Japan, Kap Verde, Marokko, Ungarn und Venezuela werden neue nichtständige Mitglieder im Sicherheitsrat der Vereinten Nationen.[7]

### Donnerstag, 2. Januar 1992
- Moskau/Russland: Wie vom Internationalen Währungsfonds vorgeschlagen, schafft Russland die staatlichen Preisbindungen für Konsumgüter ab, damit sich auf dem freien Markt durch Angebot und Nachfrage bestimmte Preise bilden können.[8]

### Freitag, 3. Januar 1992
- Singapur/Singapur: Das Importieren von Kaugummi nach Singapur ist ab heute verboten. Die Regierung begründet den Schritt mit den hohen Kosten für die Beseitigung von durchgekautem Kaugummi aus dem öffentlichen Raum. Außerdem ist es dem inländischen Einzelhandel untersagt, vorhandene Restbestände an Kaugummi abzusetzen. Es wird keine Entschädigung gezahlt.[9]

### Samstag, 4. Januar 1992
- Kalifornien/Vereinigte Staaten: Eine ringförmige Sonnenfinsternis über dem Pazifik beschert den Kaliforniern einen untergehenden Feuerring am westlichen Horizont, als die Sonne am Abend verschwindet.[10]

### Montag, 6. Januar 1992
- Bischofshofen/Österreich: Toni Nieminen aus Finnland gewinnt vor dem Österreicher Martin Höllwarth die 40. Vierschanzentournee.[11]
- Skopje/Jugoslawien: Das Parlament der Teilrepublik Mazedonien, welche sich unter dem Namen „Republik Mazedonien“ als souveränen Staat ansieht, erweitert die Verfassung des Landes um einen Artikel, der eventuelle Besitzansprüche Mazedoniens gegenüber Griechenland für unzulässig erklärt. Die Streitfrage zwischen Mazedonien und Griechenland um den Namen „Mazedonien“ bleibt davon unberührt.[12]

### Donnerstag, 9. Januar 1992
- Schweiz: In Bern, Luzern und Weinfelden versammeln sich rund 25.000 Menschen aus Protest gegen die angestrebte weltweite Liberalisierung der Landwirtschaft.[13]

### Samstag, 11. Januar 1992
- Algier/Algerien: Präsident Chadli Bendjedid von der Nationalen Befreiungsfront tritt nach gut 13 Jahren Amtszeit zurück. Er möchte mit diesem Schritt „die Einheit der Nation bewahren“. Für die erste Runde der Wahlen zum Parlament am 26. Dezember 1991, aus denen die radikal islamistische Islamische Heilsfront als stärkste Kraft hervorging, stellt er „Irregularitäten“ fest. Die zweite Runde wird nicht stattfinden und die Regierungsgewalt liegt nun de facto bei den Streitkräften, die von Khaled Nezzar befehligt werden.[14][15]

### Sonntag, 12. Januar 1992
- Dakar/Senegal: Gastgeber Senegal verliert im Eröffnungsspiel der 18. Fußball-Afrikameisterschaft 0:1 gegen Nigeria.[16]

### Dienstag, 14. Januar 1992
- Berlin/Deutschland: Die Treuhandanstalt stellt die „Novum Handelsgesellschaft“ unter ihre gesetzliche Vormundschaft. Novum organisierte im Auftrag der SED Geschäfte zwischen DDR-Betrieben und Unternehmen im nicht-sozialistischen Ausland. Das Vermögen des Unternehmens wird v. a. in Österreich vermutet, da 1978 Rudolfine Steindling aus Wien die Hälfte der Anteile an Novum übernahm.[17]

### Mittwoch, 15. Januar 1992

Slowenien (grün) und Kroatien (dunkelrot)

- Ljubljana/Slowenien, Zagreb/Kroatien: Die Staaten Slowenien und Kroatien, die im Juni 1991 jeweils ihre Unabhängigkeit von der Sozialistischen Föderativen Republik Jugoslawien erklärten, werden nach einem im Dezember 1991 gefassten Beschluss der Mitglieder der Europäischen Gemeinschaften und der Regierung der Vereinigten Staaten international anerkannt.[18][19]

### Donnerstag, 16. Januar 1992
- Sofia/Bulgarien: Als erster Staat der Welt erkennt Bulgarien sein südwestliches Nachbarland Mazedonien als souveränen Staat an. Die übrigen Staaten sehen in Mazedonien unverändert eine Teilrepublik der 1945 gegründeten Sozialistischen Föderativen Republik Jugoslawien.[20]

### Samstag, 18. Januar 1992
- Beverly Hills/Vereinigte Staaten: Zu den Preisträgern bei der Verleihung der 49. Golden Globe Awards gehören der Film Bugsy des amerikanischen Regisseurs Barry Levinson in der Kategorie Bester Kinofilm (Drama), die Serie Ausgerechnet Alaska in der Kategorie Beste TV-Serie (Drama) sowie der Film Hitlerjunge Salomon (internationaler Titel Europa, Europa) der polnischen Regisseurin Agnieszka Holland in der Kategorie Bester fremdsprachiger Film.[21][22]
- Hamburg/Deutschland: Das Nachrichtenmagazin Der Spiegel meldet, dass der Ministerpräsident des Landes Brandenburg Manfred Stolpe (SPD) als Führungsperson im Bund der Evangelischen Kirchen in der DDR nicht nur in humanitären Einzelfällen mit dem Ministerium für Staatssicherheit zusammengearbeitet habe, sondern auch nachrichtendienstlich als „IM Sekretär“. Diese Kooperation sei 1978 ein Grund für die Verleihung der Verdienstmedaille gewesen.[23]

### Sonntag, 19. Januar 1992
- Sofia/Bulgarien: In der zweiten Runde der Wahl zum Präsidenten des Landes erhält Amtsinhaber Schelju Schelew von der Union der Demokratischen Kräfte 52,8 % der Wählerstimmen. Für den Gegenkandidaten Welko Walkanow, der die Politische Linke repräsentiert, stimmen 47,2 %.[24]

### Donnerstag, 23. Januar 1992

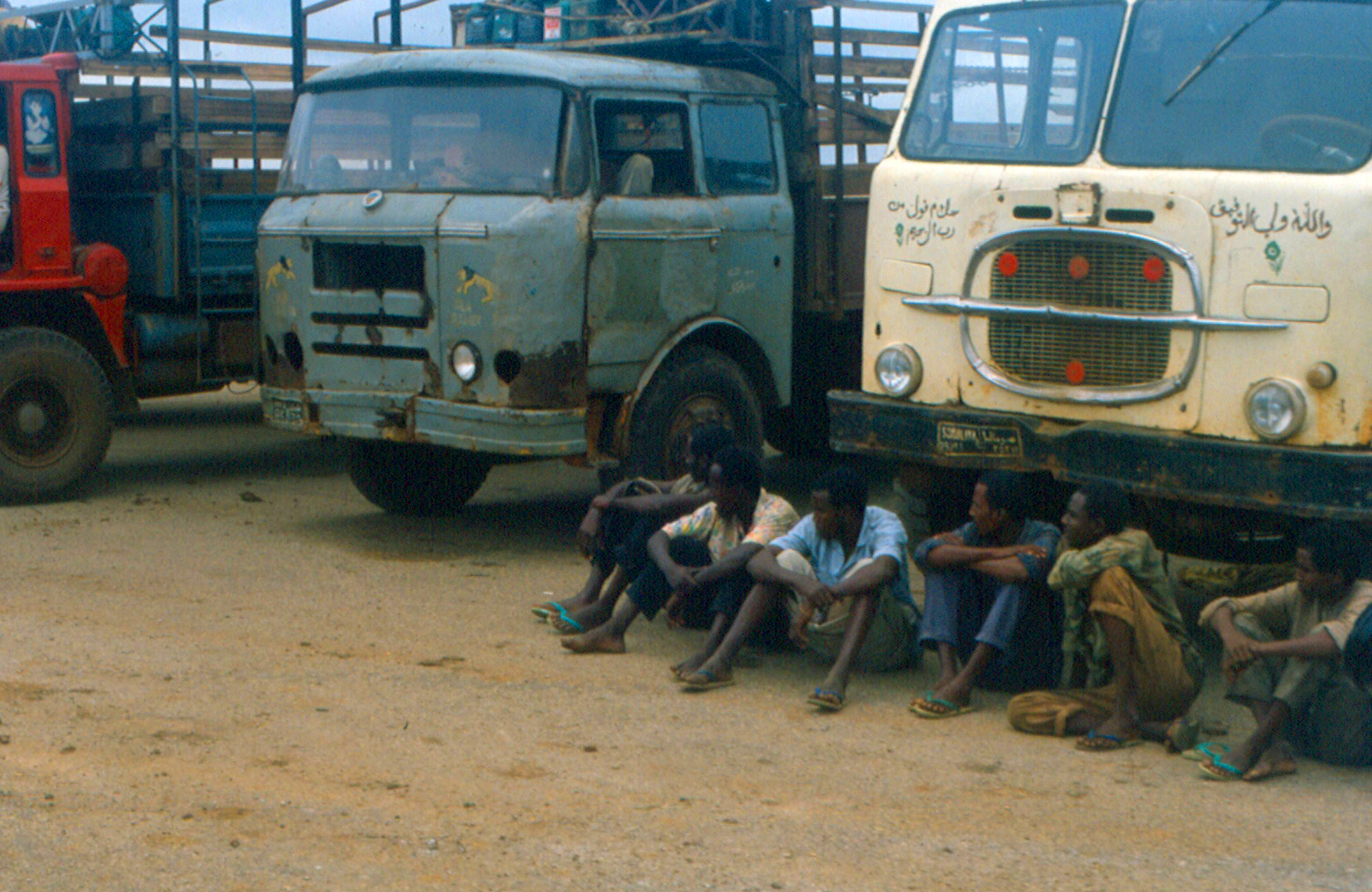
Lkw für Lebensmittel-Nothilfe in Somalia

- Erfurt/Deutschland: Der mit Vorwürfen der Kooperation mit dem Ministerium für Staatssicherheit der DDR konfrontierte Thüringer Ministerpräsident Josef Duchač (CDU) tritt nach einer verlorenen Vertrauensabstimmung in der Fraktion seiner Partei im Landtag als Ministerpräsident zurück. Er führt das Amt geschäftsführend bis zur Wahl eines neuen Regierungschefs weiter.[25][26]
- New York/Vereinigte Staaten: Der Sicherheitsrat der Vereinten Nationen verhängt in seiner Resolution 733 ein Waffenembargo gegen Somalia. Das ostafrikanische Land befindet sich seit 1988 im Bürgerkrieg. Zahlreiche Helfer der Vereinten Nationen und anderer Organisationen sind in Somalia, um die Folgen der aktuellen Hungersnot zu lindern.[27]

### Sonntag, 26. Januar 1992
- Dakar/Senegal: Die Elfenbeinküste siegt im Finale der 18. Fußball-Afrikameisterschaft gegen Ghana nach Elfmeterschießen. Es ist der erste Titel der Ivorer in der Turniergeschichte.[28]
- Minneapolis/Vereinigte Staaten: Der Super Bowl XXVI im American Football zwischen den Washington Redskins und den Buffalo Bills endet 37:24.[29]

### Freitag, 31. Januar 1992
- Hamburg/Deutschland: Der Entertainer Thomas Hermanns veranstaltet die erste seiner Stand-up-Comedy-Shows Quatsch Comedy Club. Die Komiker geben ihre Beobachtungen über Alltägliches in einer mehr oder weniger improvisierten zehnminütigen Darbietung zum Besten. Das Format ist in den Vereinigten Staaten und im Vereinigten Königreich bereits etabliert.[30]

## Weblinks

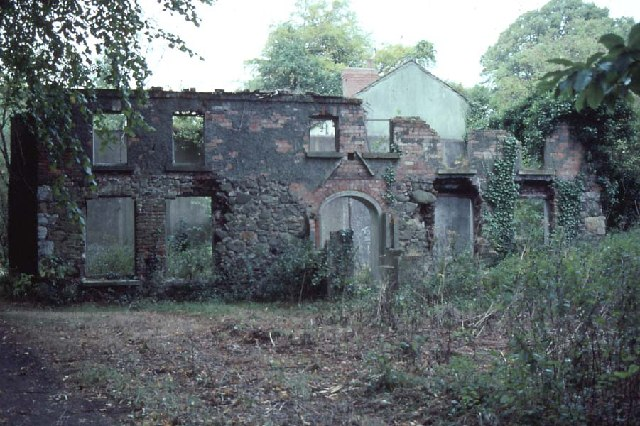
Nordirland im Januar 1992